# Bateria de flux redox de ferro
La bateria de flux redox de ferro (IRFB), també coneguda com a bateria de sal de ferro (ISB), emmagatzema i allibera energia mitjançant la reacció electroquímica de la sal de ferro. Aquest tipus de bateria pertany a la classe de bateries de flux redox (RFB), que són solucions alternatives a les bateries de liti-ió (LIB) per a aplicacions estacionàries. L'IRFB pot aconseguir fins a un 70% d'eficiència energètica d'anada i tornada. En comparació, altres tecnologies d'emmagatzematge de llarga durada, com ara l'emmagatzematge d'energia hidroelèctrica de bombament, proporcionen una eficiència energètica d'anada i tornada al voltant del 80%.

## Ciència

### Configuració i materials
La configuració dels IRFB es basa en la mateixa configuració general que altres tipus de bateries de flux redox. Consta de dos dipòsits, que en estat descarregat emmagatzemen electròlits d'ions de ferro(II) dissolts. L'electròlit es bomba a la cel·la de la bateria, que consta de dues meitats cel·les separades. La reacció electroquímica té lloc als elèctrodes dins de cada semicel·la. Poden ser feltres porosos a base de carboni, paper o tela. Sovint s'utilitzen feltres porosos, ja que la superfície de l'elèctrode és elevada. Les plaques bipolars i monopolars són típicament materials basats en carboni. Les plaques monopolars estan en contacte amb l'elèctrode respectiu i el col·lector de corrent. Les plaques bipolars separen les cèl·lules adjacents i estan en contacte amb un elèctrode positiu a un costat i un elèctrode negatiu a l'altre. Les semicel·les estan separades per un separador. Pot ser una membrana d'intercanvi aniònic, una membrana d'intercanvi catiònic o un separador porós. Durant la reacció, la càrrega dins de l'electròlit s'equilibra mitjançant la migració d'espècies carregades a través del separador. Això pot ser H+ amb una membrana d'intercanvi catiònic, Cl−amb una membrana d'intercanvi aniònic o ambdues amb un separador porós. L'avantatge d'utilitzar una membrana rau en l'alta selectivitat de les espècies que travessen el separador. El separador porós és una alternativa més econòmica, sovint amb baixa resistivitat; tanmateix, el creuament d'espècies depèn únicament de la mida dels porus dels separadors i de la mida de les espècies. Per tant, el separador porós és menys selectiu. El pas de ferro(III) de la semicel·la positiva a la negativa pot provocar una pèrdua d'eficiència coulombiana, ja que reaccionarà amb el ferro(0) del costat negatiu (Reacció 5).
Les cel·les individuals s'apilen i es connecten elèctricament en sèrie mitjançant plaques bipolars, formant una pila de bateries.

### Reaccions
L'emmagatzematge d'energia es basa en la reacció electroquímica del ferro. Durant la càrrega, el ferro(II) s'oxida a ferro(III) a la semicel·la positiva (Reacció 1), mentre que a la semicel·la negativa el ferro(II) es redueix a ferro(0) (Reacció 2). Aquesta última reacció també s'anomena reacció de galvanoplàstia, ja que el ferro (0) es diposita a l'elèctrode negatiu. Durant la descàrrega, el ferro xapat (0) es dissol en l'electròlit formant ferro (II), mentre que el ferro (III) es redueix a ferro (II) a la semicel·la positiva.
| Semicel·la positiva: | 2 Fe2 + (aq) → 2 Fe3 + (aq) + 2 e −   | E0 = +0,77 V | (1) |
| Semicel·la negativa: | Fe2 + (aq) + 2e − → Fe0 (s)           | E0 = -0,44 V | (2) |
| Reacció general:     | 3 Fe2 + (aq) → 2 Fe3 + (aq) + Fe0 (s) | ΔE0 = 1,21 V | (3) |

El voltatge nominal de la cel·la d'un IRFB és d'1,21 V. El color de l'electròlit positiu canvia durant la càrrega i la descàrrega, amb el clorur de ferro(III) de color marró i el clorur de ferro(II) de color verd clar.

### Reaccions secundàries
Les reaccions secundàries no desitjades condueixen a una eficiència coulombiana i a una pèrdua de capacitat perquè la càrrega es perd irreversiblement.
L'electròlit de ferro àcid es pot oxidar quan està en contacte amb l'aire, per tant, cal prendre mesures de mitigació (per exemple, operar sota atmosfera inert) per evitar l'oxidació de l'aire (Reacció 4).
Oxidació a l'aire: 4 Fe2 + (aq) + O2 + 4 H + → 4 Fe3+ (aq) + 2 H2O (4)
A més, el Fe3 + pot migrar a través del separador i reaccionar amb el Fe0 xapat al costat negatiu formant Fe2 +. Aquesta migració té lloc especialment quan s'utilitza un separador microporós (Reacció 5).
Reacció d'encreuament: Fe3+ (aq) + Fe0 (s) ⇌2Fe2+ (aq) (5)
Durant la càrrega, l'hidrogen evolucionarà, ja que el potencial estàndard de la reacció d'evolució d'hidrogen (HER) es troba entre el potencial estàndard de Fe2 + /Fe3 + i de Fe2 + / Fe0. Els protons àcids H+ en solució reaccionen per formar hidrogen gasós (Reacció 7) mentre que el ferro(II) s'oxida a la semicel·la positiva (Reacció 6). L'HER depèn del pH. A valors de pH més baixos, la concentració d'H + és alta, cosa que augmenta la cinètica de la reacció secundària. Amb el temps, el pH augmenta cap al costat negatiu. A un pH ≥ ~4, es forma hidròxid de ferro insoluble i es diposita al separador. Això condueix a una major resistència a la transferència iònica, una reducció de l'eficiència coulombiana i voltaica i, en última instància, a una fallada de la cel·la.
Semicel·la positiva: Fe2 + (aq) → Fe3 + (aq) + e − E0 = +0,77 V (6)
HER a la semicel·la negativa: H + + e − → ½ H 2(g) E 0 = 0,00 V (7)
Afegir àcid ascòrbic a l'electròlit pot reduir l'evolució d'hidrogen. L'àcid ascòrbic millora l'eficiència coulombica augmentant el pH prop de l'elèctrode, cosa que millora la cinètica de deposició de ferro. Operant a 60 °C amb un pH al voltant de 3 es pot aconseguir una alta eficiència coulombica del 97,9%.

### Condicions de funcionament

#### pH
L'IRFB ha de funcionar a valors de pH inferiors a 3,5. La sal de ferro(III) precipita a un pH > 3,5 formant Fe(OH)3 insoluble, que també s'anomena rovell. No obstant això, a valors de pH baixos es desprèn més hidrogen durant la càrrega al costat negatiu. L'eficiència coulombiana es pot augmentar amb valors de pH més alts.

#### Temperatura
Hruska et al. van estudiar l'efecte de la temperatura sobre el rendiment de l'IRFB. L'eficiència voltaica augmenta a temperatures més altes a causa d'una major conductivitat electrolítica i una disminució de la polarització de l'elèctrode. A més, temperatures més altes de ~60 °C millora la cinètica de deposició de ferro en comparació amb la reacció d'evolució d'hidrogen, augmentant així l'eficiència coulombiana.
L'IRFB també pot funcionar a temperatures més baixes (~ 5 °C), però, la cinètica de la reacció es redueix, cosa que comporta una menor eficiència voltaica.

### Composició d'electròlits
L'electròlit base consisteix en sals de ferro(II) dissoltes en aigua. SO42- o Cl − són possibles contraions. El clorur de ferro(II) sovint és l'opció preferida, ja que la conductivitat és més alta que la del sulfat de ferro(II). En augmentar la conductivitat iònica de l'electròlit, es pot augmentar l'eficiència voltaica i, per tant, l'eficiència energètica general. NH4Cl, (NH4) 2SO4, KCl, Na2SO4 i NaCl són possibles additius de suport.
Es van investigar més additius per minimitzar la precipitació d'òxid. Complexar la sal de ferro amb lligands pot dificultar la precipitació de Fe(OH)3, ja que els lligands estabilitzen la sal de ferro. Els possibles additius que es van estudiar són el citrat, el DMSO, el glicerol, l'àcid màlic, l'àcid malònic i el xilitol.
Els additius tampó (per exemple, l'àcid ascòrbic) ajuden a mantenir un pH constant durant la producció d'hidrogen. A més, aquests additius s'adsorbeixen als llocs actius de l'elèctrode, bloquejant aquests llocs per a l'adsorció d'H + i augmentant el sobrepotencial per a la reacció d'evolució d'hidrogen.
Un dels principals reptes és reduir la reacció d'evolució d'hidrogen. Un mètode és mitjançant la codeposició d'un metall diferent (per exemple, cadmi), que pot dificultar l'HER i millorar l'eficiència coulombiana durant la deposició de ferro.

### Reequilibri de sistemes
Hi ha hagut diferents enfocaments per resoldre el problema amb l'HER. Els additius a l'electròlit poden reduir la producció d'hidrogen (vegeu el capítol Electròlit), però els additius no poden eliminar completament l'HER. Per tant, a la literatura es proposen solucions alternatives.
La contrareacció de HER es pot aconseguir de manera química o electroquímica. Les solucions químiques són reactors de llit degoteig o sistemes de recombinació d'ions fèrrics d'hidrogen dins del tanc. Un enfocament electroquímic consisteix a acoblar una pila de combustible d'hidrogen-ferro a l'IRFB. Això pot fer que l'IRFB torni a l'estat original de salut.
El reactor de llit percolador és un reactor químic amb un llit farcit que conté un catalitzador (per exemple, platí). Aquest tipus de sistema de reequilibri està acoblat a l'IRFB. L'electròlit de l'IRFB s'injecta al llit compactat des de la part superior del reactor, mentre que el gas hidrogen es fa arribar des de la part inferior. A la frontera de tres fases (catalitzador, hidrogen gasós, electròlit) té lloc la reacció química entre l'excés de ferro(III) i hidrogen, formant ferro(II) i H +. L'excés de gas eliminat del reactor de llit de degoteig i l'electròlit es bomba de nou a l'IRFB.
El sistema de reequilibri dins del tanc també es basa en la reacció química del ferro(III) i l' H2, però té lloc al tanc positiu de l'IRFB. L'hidrogen produït dins de la semicel·la negativa es reenvia del dipòsit negatiu al positiu. Un feltre es col·loca perpendicularment al nivell del líquid a l'electròlit positiu. La part superior està recoberta amb una capa catalítica (per exemple, platí). Per efecte capil·lar, l'electròlit positiu flueix a través del feltre fins a la capa catalítica. Aquí, al límit trifàsic (catalitzador, H2, Fe3+), té lloc la reacció química formant H + i Fe2+.
Una opció diferent és acoplar l'IRFB amb una pila de combustible d'hidrogen-ferro. L'hidrogen produït per l'IRFB es reenvia al costat negatiu del sistema de piles de combustible de reequilibri, mentre que l'electròlit de l'IRFB es bomba al costat positiu. Al costat negatiu, l'hidrogen reacciona amb protons àcids (H + ) en una capa catalítica (per exemple, platí, pal·ladi). Pel costat positiu, l'excés de Fe3+ es redueix a Fe2+ (Reacció 8).
Reacció de reequilibri: 2 Fe3 + (aq) + ½ H2 (g) → 2 Fe2 + (aq) + H + (8)

## Avantatges i desavantatges

### Avantatges
L'avantatge de les bateries de flux redox en general és l'escalabilitat separada de potència i energia, cosa que les converteix en bones candidates per a sistemes d'emmagatzematge d'energia estacionaris. Això és degut al fet que la potència només depèn de la mida de la pila, mentre que la capacitat només depèn del volum d'electròlit.
Com que l'electròlit està basat en aigua, no és inflamable. Tots els components electrolítics són no tòxics i estan disponibles en abundància. Els reactants de les dues semicel·les són sals solubles de la mateixa espècie i només difereixen en el seu estat d'oxidació (Fe₂O, Fe₂+, Fe₃⁺). Això significa que el creuament no desitjat de les espècies actives a la membrana no condueix a una pèrdua irreversible de reactius, però es pot reequilibrar mitjançant un reactor de llit percolador o una pila de combustible. El clorur de ferro és barat i àmpliament disponible, ja que és un subproducte de la producció d'acer.
L'IRFB és estable dins de diferents rangs de temperatura, per tant, l'emmagatzematge d'energia estacionari es pot utilitzar en regions amb temperatures més altes sense necessitat d'un sistema de gestió tèrmica. [5] L'eficiència de la bateria fins i tot es beneficiaria de temperatures més altes. Altres tipus de bateries (per exemple , les bateries de flux redox de vanadi (VRFB)) no poden funcionar a temperatures més altes. Per exemple, el pentòxid de vanadi (V2O5) tòxic dels VRFB precipita a ~ 40 °C.
En general, els components tenen un cost baix (2 $/kg de ferro) i estan disponibles en abundant quantitat. Totes les altres peces (per exemple, membrana, placa bipolar, placa monopolar, marcs, juntes, bombes) estan àmpliament disponibles al mercat i es pot esperar que els costos associats disminueixin a mesura que augmenta la producció d'aquestes bateries.
A més, en comparació amb les bateries de liti-ió amb una vida útil esperada de ~1000 cicles, l'IRFB promet una vida útil potencial de la bateria de > 20 anys amb més de 10.000 cicles.

### Desavantatges
La capacitat no depèn únicament del volum d'electròlit com passa amb altres RFB que només es basen en reaccions electroquímiques en solució (per exemple, VRFB). Més aviat, en un IRFB, el volum de ferro de galvanoplàstia dins de la semicel·la negativa influeix en la capacitat. Per tant, la capacitat energètica i la mida de la pila no estan completament desacoblades com passa amb altres RFB.
En comparació amb els sistemes que no són RFB, totes les bateries de flux inclouen components auxiliars com ara bombes i vàlvules, que requereixen un cicle de manteniment regular.

## Aplicació
Els IRFB es poden utilitzar com a sistemes d'emmagatzematge d'energia a gran escala per emmagatzemar energia a baixa demanda de fonts d'energia renovables (per exemple, solar, eòlica, aigua) i alliberar l'energia a major demanda. A mesura que avança la transició energètica dels combustibles fòssils a les fonts d'energia renovables, la demanda d'emmagatzematge de l'excés d'energia augmenta.
ESS Inc. és una empresa americana que desenvolupa i construeix IRFB amb més de 20.000 cicles, emmagatzemant energia de 4 a 12 hores, amb capacitats de fins a 600 kWh i configuracions de potència opcionals entre 50 kW i 90 kW.
VoltStorage GmbH és una empresa amb seu a Alemanya centrada en el mercat europeu. L'objectiu és desenvolupar bateries en cascada de fins a 5 x 50 kWh amb 9,4 MW o 234 MWh per acre amb eficiències del 70%, amb una vida útil de > 20 anys i > 10.000 cicles.

## Història
Hruska et al. van introduir l'IRFB el 1981 i van analitzar més a fons el sistema pel que fa a l'elecció del material, els additius electrolítics, la temperatura i l'efecte del pH. El grup va establir les bases per a un desenvolupament posterior. El 1979, Thaller et al. al. va introduir una pila de combustible de ferro-hidrogen com a cel·la de reequilibri per a la bateria de flux redox de crom-ferro, que va ser adaptada el 1983 per a les bateries de flux redox de ferro per Stalnake et al. Un desenvolupament addicional va ser per a la pila de combustible com a sistema separat.